# 無料開放された道路一覧
無料開放された道路一覧（むりょうかいほうされたどうろいちらん）は、従来有料道路であったが現在は無料通行が可能な一般道路（含地域高規格道路、除高規格幹線道路）の一覧である。
廃止された自動車道に記述あり。

## 北海道地方
| 道路名             | 旧管理者           | 開業日     | 無料開放日   | 現在の路線名            | 備考         |
| ------------------ | ------------------ | ---------- | ------------ | ----------------------- | ------------ |
| 支笏湖畔有料道路   | 北海道企業局       | 1967年9月  | 1984年4月1日 | 国道453号               |              |
| 知床有料道路       |                    | 1969年     |              | 知床林道                | マイカー規制 |
| 小樽定山渓自動車道 | 小樽定山渓自動車道 | 1932年10月 | 1954年       | 北海道道1号小樽定山渓線 |              |

## 東北地方
| 道路名                                          | 旧管理者                    | 開業日         | 無料開放日                 | 現在の路線名                                                                     | 備考 |
| ----------------------------------------------- | --------------------------- | -------------- | -------------------------- | -------------------------------------------------------------------------------- | ---- |
| 通岡道路                                        | 日本道路公団                | 1963年11月30日 | 1973年4月1日               | 国道45号                                                                         |      |
| 仙人トンネル                                    | 日本道路公団                | 1959年9月13日  | 1980年4月1日               | 国道283号                                                                        |      |
| 蔵王道路 （蔵王エコーライン）                   | 日本道路公団                | 1962年7月15日  | 1985年7月15日              | 宮城県道12号白石上山線 山形県道12号白石上山線                                    |      |
| 青森中央大橋有料道路                            | 青森県道路公社              | 1986年4月1日   | 2006年4月1日               | 青森県道120号荒川青森停車場線                                                    |      |
| 北部陸中海岸有料道路 （シーサイドライン）       | 岩手県企業局                | 1973年4月      | 1983年4月1日               | 岩手県道44号岩泉平井賀普代線                                                     |      |
| 小岩井有料道路                                  | 岩手県企業局                | 1970年         | 1992年4月1日               | 岩手県道219号網張温泉線                                                          |      |
| 浄土ヶ浜有料道路                                | 岩手県企業局                | 1977年7月1日   | 1992年4月1日               | 岩手県道248号浄土ケ浜線                                                          |      |
| 八幡平有料道路 （アスピーテライン）             | 岩手県企業局                | 1970年         | 1992年4月1日               | 岩手県道23号大更八幡平線 秋田県道23号大更八幡平線                                |      |
| 寒風山有料道路 （パノラマライン）               | 秋田県企業局                | 1961年10月     | 1986年4月1日               | 秋田県道55号入道崎寒風山線                                                       |      |
| 入道崎八望台有料道路                            | 秋田県企業局                | 1964年9月23日  | 1989年4月1日               | 秋田県道121号入道崎八望台北浦線                                                  |      |
| 大桟橋有料道路                                  | 秋田県企業局                | 1970年         | 1991年4月1日               | 秋田県道59号男鹿半島線                                                           |      |
| 田沢湖有料道路                                  | 秋田県企業局                | 1967年6月19日  | 1992年4月1日               | 秋田県道247号潟尻石神線 （現・秋田県道247号相内潟潟野線） 秋田県道60号田沢湖畔線 |      |
| 栗駒有料道路                                    | 秋田県企業局                | 1974年10月1日  | 1996年4月1日               | 秋田県道282号仁郷大湯線                                                          |      |
| 淀川河辺有料道路 （秋田エアポートライン）       | 秋田県企業局                | 1981年6月      | 2001年3月31日              | 秋田県道61号秋田御所野雄和線                                                     |      |
| 鳥海有料道路 （鳥海ブルーライン）               | 秋田県企業局 山形県道路公社 | 1970年7月17日  | 1997年4月1日               | 秋田県道131号鳥海公園小滝線 山形県道210号鳥海公園吹浦線                          |      |
| 牡鹿コバルトライン                              | 宮城県企業局                | 1971年4月1日   | 1996年4月1日               | 宮城県道220号牡鹿半島公園線                                                      |      |
| 日和大橋有料道路                                | 宮城県道路公社              | 1979年7月20日  | 2000年8月1日               | 宮城県道240号石巻女川線                                                          |      |
| 牧山有料道路                                    | 宮城県道路公社              | 1973年8月1日   | 2000年8月1日               | 石巻市道中埣橋石巻大橋伊原津線                                                   |      |
| 松島パノラマライン                              | 東北観光開発センター        | 1972年7月1日   | 1997年3月16日              | 松島町道                                                                         |      |
| 西吾妻有料道路 （西吾妻スカイバレー）           | 山形県道路公社              | 1973年7月      | 2003年7月1日               | 山形県道2号米沢猪苗代線 福島県道2号米沢猪苗代線                                  |      |
| 西蔵王有料道路 （西蔵王高原ライン）             | 山形県道路公社              | 1986年8月1日   | 1997年12月1日 2016年4月1日 | 山形県道167号妙見寺西蔵王公園線 山形県道53号山形永野線                           |      |
| 高森熱海有料道路 （母成グリーンライン）         | 福島県道路公社              | 1976年9月1日   | 2006年9月1日               | 福島県道24号中の沢熱海線                                                         |      |
| 常磐湯の岳有料道路 （常磐湯の岳パノラマライン） | 福島県道路公社              | 1974年11月1日  | 1985年4月1日               | 福島県道371号湯の岳別所線                                                        |      |
| 磐梯吾妻道路 （磐梯吾妻スカイライン）           | 福島県道路公社              | 1959年11月6日  | 2013年7月25日              | 福島県道70号福島吾妻裏磐梯線                                                     |      |
| 第二磐梯吾妻道路 （磐梯吾妻レークライン）       | 福島県道路公社              | 1972年10月20日 | 2013年7月25日              | 福島県道70号福島吾妻裏磐梯線                                                     |      |
| 磐梯山有料道路 （磐梯山ゴールドライン）         | 福島県道路公社              | 1970年6月1日   | 2013年7月25日              | 福島県道64号会津若松裏磐梯線                                                     |      |

## 関東地方
| 道路名                                             | 旧管理者                      | 開業日         | 無料開放日     | 現在の路線名                                            | 備考                                                         |
| -------------------------------------------------- | ----------------------------- | -------------- | -------------- | ------------------------------------------------------- | ------------------------------------------------------------ |
| 横浜新道 （旧戸塚有料道路区間）                    | 日本道路公団                  | 1955年2月1日   | 1964年12月16日 | 国道1号                                                 |                                                              |
| 上江橋                                             | 日本道路公団                  | 1957年3月5日   | 1968年6月1日   | 国道16号                                                | 現在の橋は、有料当時のものではない。上江橋を参照。           |
| 芽吹大橋                                           | 日本道路公団                  | 1958年12月24日 | 1968年10月30日 | 茨城県道3号つくば野田線 千葉県道3号つくば野田線         |                                                              |
| 銚子大橋                                           | 日本道路公団                  | 1962年12月11日 | 1974年5月23日  | 国道124号                                               |                                                              |
| 湘南道路 （鎌倉区間）                              | 日本道路公団                  | 1956年7月1日   | 1975年3月1日   | 国道134号                                               |                                                              |
| 境大橋                                             | 日本道路公団                  | 1964年2月12日  | 1977年10月20日 | 茨城県道17号結城野田線 千葉県道17号結城野田線           |                                                              |
| 海門橋                                             | 日本道路公団                  | 1959年7月21日  | 1979年3月1日   | 茨城県道108号那珂湊大洗線                               |                                                              |
| 伊香保榛名道路                                     | 日本道路公団                  | 1958年6月21日  | 1981年9月1日   | 群馬県道33号渋川松井田線                                |                                                              |
| いろは坂 （日光道路）                              | 日本道路公団                  | 1954年10月1日  | 1984年10月1日  | 国道120号                                               |                                                              |
| 湘南道路 （逗子区間）                              | 日本道路公団                  | 1964年10月9日  | 1986年7月1日   | 国道134号                                               |                                                              |
| 志賀草津道路                                       | 日本道路公団                  | 1970年9月12日  | 1992年11月17日 | 国道292号                                               |                                                              |
| 草津道路                                           | 日本道路公団                  | 1964年11月18日 | 1993年4月24日  | 国道292号                                               |                                                              |
| 金精トンネル                                       | 日本道路公団                  | 1965年10月7日  | 1995年10月7日  | 国道120号                                               |                                                              |
| 新利根川橋                                         | 日本道路公団                  | 1981年4月7日   | 2001年4月7日   | 国道4号 （新4号国道・春日部古河バイパス）               | 負債が残ったまま、償還期間が完了した。                       |
| 碓氷バイパス                                       | 日本道路公団                  | 1971年11月11日 | 2001年11月11日 | 国道18号                                                |                                                              |
| 箱根新道                                           | 中日本高速道路                | 1962年3月31日  | 2011年7月26日  | 国道1号                                                 |                                                              |
| 八王子バイパス                                     | 中日本高速道路                | 1985年10月31日 | 2015年10月31日 | 国道16号                                                |                                                              |
| 月居トンネル                                       | 茨城県道路公社                | 1976年4月1日   | 1987年2月1日   | 国道461号                                               |                                                              |
| 表筑波スカイライン                                 | 茨城県道路公社                | 1974年10月1日  | 2004年10月1日  | 茨城県道236号筑波公園永井線                             |                                                              |
| 石岡有料道路                                       | 茨城県道路公社                | 1981年4月1日   | 2005年3月31日  | 国道355号                                               |                                                              |
| 霞ヶ浦大橋有料道路                                 | 茨城県道路公社                | 1987年3月3日   | 2005年11月1日  | 国道354号                                               |                                                              |
| 筑波スカイライン                                   | 茨城県道路公社                | 1965年4月29日  | 2006年4月27日  | 茨城県道236号筑波公園永井線                             |                                                              |
| 水郷有料道路                                       | 茨城県道路公社                | 1974年4月      | 2009年12月30日 | 茨城県道50号水戸神栖線                                  |                                                              |
| 新大利根橋有料道路                                 | 茨城県道路公社                | 1980年4月17日  | 2010年4月17日  | 茨城県道47号守谷流山線 千葉県道47号守谷流山線           |                                                              |
| 下総利根大橋有料道路                               | 茨城県道路公社                | 1990年1月11日  | 2020年1月11日  | 茨城県道162号岩井関宿野田線 千葉県道162号岩井関宿野田線 |                                                              |
| 那須山麓道路                                       | 栃木県道路公社                | 1968年         | 1991年4月      | 栃木県道266号中塩原板室那須線                           |                                                              |
| 中禅寺湖有料道路 （中禅寺湖スカイライン）          | 栃木県道路公社                | 1972年9月      | 1997年9月1日   | 栃木県道250号中宮祠足尾線                               |                                                              |
| 霧降高原有料道路                                   | 栃木県道路公社                | 1976年9月26日  | 2006年9月26日  | 栃木県道169号栗山日光線                                 |                                                              |
| 那須高原有料道路                                   | 栃木県道路公社                | 1965年         | 2009年10月30日 | 栃木県道17号那須高原線                                  |                                                              |
| 日塩有料道路 （日塩もみじライン） （龍王峡ライン） | 栃木県道路公社                | 1972年10月1日  | 2020年12月11日 | 栃木県道19号藤原塩原線                                  |                                                              |
| 鬼怒川有料道路 （シルクウェイ）                    | 栃木県道路公社                | 1992年10月1日  | 2022年10月1日  | 国道121号                                               |                                                              |
| 那須甲子有料道路                                   | 栃木県道路公社 福島県道路公社 | 1978年9月1日   | 2008年9月1日   | 栃木県道290号那須甲子線 福島県道290号那須甲子線         |                                                              |
| 妙義有料道路 （妙義紅葉ライン）                    | 群馬県企業局                  | 1971年         | 1986年4月1日   | 群馬県道196号上小坂四ツ家妙義線                         |                                                              |
| 水上道路                                           | 群馬県企業局                  | 1967年10月     | 1983年4月1日   | 群馬県道61号沼田水上線                                  |                                                              |
| 赤城有料道路 （赤木白樺ライン）                    | 群馬県企業局                  | 1966年         | 1995年1月1日   | 群馬県道4号前橋赤城線                                   |                                                              |
| 長野電鉄万座線 （上信スカイライン）                | 長野電鉄                      | 1960年9月1日   | 1979年2月      | 群馬県道466号牧干俣線                                   |                                                              |
| 埼玉大橋                                           | 埼玉県企業局 埼玉県道路公社   | 1972年11月     | 1989年4月1日   | 埼玉県道46号加須北川辺線                                |                                                              |
| 新浦和橋                                           | 埼玉県企業局 埼玉県道路公社   | 1993年4月1日   | 2003年5月1日   | 国道463号                                               | 償還が済んでいなかったが、無料開放された。                   |
| 熊谷東松山有料道路                                 | 埼玉県企業局 埼玉県道路公社   | 1974年11月30日 | 2004年11月30日 | 埼玉県道47号深谷東松山線                                |                                                              |
| 富士見川越有料道路                                 | 埼玉県企業局 埼玉県道路公社   | 1981年8月1日   | 2009年8月1日   | 国道254号                                               |                                                              |
| 三峰観光有料道路                                   | 埼玉県企業局 埼玉県道路公社   | 1967年         |                | 埼玉県道278号秩父多摩甲斐国立公園三峰線                 |                                                              |
| 狭山環状有料道路                                   | 埼玉県企業局 埼玉県道路公社   | 1987年3月28日  | 2021年7月28日  | 埼玉県道126号所沢堀兼狭山線・埼玉県道397号堀兼根岸線    |                                                              |
| 南房州有料道路                                     | 千葉県企業局 千葉県道路公社   | 1966年3月      | 1977年4月1日   | 千葉県道257号南安房公園線                               |                                                              |
| 新行徳橋有料道路                                   | 千葉県道路公社                | 1972年         | 1993年1月1日   | 千葉県道6号市川浦安線                                   |                                                              |
| 市川松戸有料道路                                   | 千葉県道路公社                | 1971年         | 2000年10月1日  | 千葉県道180号松戸原木線                                 |                                                              |
| 銚子有料道路                                       | 千葉県道路公社                | 1972年12月     | 2003年7月23日  | 千葉県道286号愛宕山公園線                               |                                                              |
| 千葉外房有料道路 （誉田区間）                      | 千葉県道路公社                | 1980年2月1日   | 2007年4月27日  | 千葉県道67号生実本納線                                  |                                                              |
| 千葉外房有料道路 （茂原区間）                      | 千葉県道路公社                | 1985年4月24日  | 2023年2月1日   | 千葉県道67号生実本納線                                  |                                                              |
| 松戸野田有料道路                                   | 千葉県道路公社                | 1977年10月1日  | 2007年10月1日  | 千葉県道5号松戸野田線                                   |                                                              |
| 流山有料道路                                       | 千葉県道路公社                | 1992年3月26日  | 2015年4月14日  | 千葉県道5号松戸野田線                                   |                                                              |
| 勝浦有料道路                                       | 千葉県道路公社                | 1978年4月5日   | 2008年4月5日   | 国道128号                                               |                                                              |
| 東総有料道路                                       | 千葉県道路公社                | 1988年4月21日  | 2018年4月21日  | 千葉県道70号大栄栗源干潟線                              |                                                              |
| 房総スカイライン有料道路                           | 千葉県道路公社                | 1979年3月12日  | 2019年4月21日  | 千葉県道92号君津鴨川線 国道465号                        |                                                              |
| 鴨川有料道路                                       | 千葉県道路公社                | 1967年4月21日  | 2019年4月21日  | 千葉県道24号千葉鴨川線                                  |                                                              |
| 松戸橋有料道路 （松戸三郷有料道路）                | 千葉県道路公社                | 1980年4月1日   | 2008年10月26日 | 千葉県道295号松戸三郷線 埼玉県道295号松戸三郷線         |                                                              |
| 中津川林道 （旧国有林道）                          | 旧東京営林局 秩父営林署       | 1966年         | 1982年5月1日   | 秩父市道大滝幹線17号線                                  |                                                              |
| 奥多摩有料道路                                     | 東京都道路公社                | 1973年4月      | 1990年4月1日   | 東京都道206号川野上川乗線                               |                                                              |
| ひよどり山有料道路                                 | 東京都道路公社                | 2001年1月28日  | 2007年6月1日   | 八王子市幹線1級49号線                                   |                                                              |
| 稲城大橋有料道路                                   | 東京都道路公社                | 1995年4月14日  | 2010年4月1日   | 東京都道9号川崎府中線                                   |                                                              |
| 三原山ドライブウェイ                               | 大島登山自動車道              | 1954年7月11日  | 1987年3月15日  | 東京都道207号大島公園線                                 |                                                              |
| 湯河原新道 （オレンジライン）                      | 神奈川県道路公社              | 1968年4月1日   | 1987年3月31日  | 湯河原町道                                              |                                                              |
| 真鶴道路（旧道）                                   | 神奈川県道路公社              | 1959年9月4日   | 2008年9月4日   | 国道135号                                               |                                                              |
| 本町山中有料道路                                   | 神奈川県道路公社              | 1992年3月21日  | 2022年3月21日  | 神奈川県道28号本町山中線                                |                                                              |
| 京浜急行有料道路 （京浜急行線）                    | 京浜急行電鉄                  | 1950年9月8日   | 1989年3月31日  | 鎌倉市道大船西鎌倉線                                    |                                                              |
| 城ヶ島大橋                                         | 神奈川県                      | 1960年4月      | 2020年4月1日   | 漁港施設道路                                            | 無料開放後も漁港管理者たる神奈川県（東部漁港事務所）が管理。 |

## 中部地方
| 道路名                                        | 旧管理者                      | 開業日         | 無料開放日     | 現在の路線名                                                             | 備考                       |
| --------------------------------------------- | ----------------------------- | -------------- | -------------- | ------------------------------------------------------------------------ | -------------------------- |
| 北陸自動車道 （新潟西IC-黒埼IC）              | 日本道路公団                  | 1978年9月21日  | 1989年3月23日  | 国道116号 （新潟西バイパス）                                             |                            |
| 越路橋                                        | 日本道路公団                  | 1959年11月21日 | 1967年2月1日   | 新潟県道23号柏崎高浜堀之内線                                             |                            |
| 武生トンネル                                  | 日本道路公団                  | 1958年10月27日 | 1968年1月20日  | 国道8号                                                                  |                            |
| 衣浦大橋                                      | 日本道路公団                  | 1956年1月27日  | 1968年4月1日   | 国道247号                                                                |                            |
| 濃尾大橋                                      | 日本道路公団                  | 1956年2月1日   | 1969年4月1日   | 岐阜県道18号大垣一宮線 愛知県道18号大垣一宮線                            |                            |
| 掛塚橋                                        | 日本道路公団                  | 1955年8月1日   | 1970年4月1日   | 国道150号                                                                |                            |
| 立山登山道路                                  | 日本道路公団                  | 1955年7月1日   | 1970年4月1日   | 富山県道6号富山立山公園線                                                |                            |
| 伊勢神トンネル                                | 日本道路公団                  | 1960年7月1日   | 1971年4月1日   | 国道153号                                                                |                            |
| 新笹子隧道                                    | 日本道路公団                  | 1958年12月8日  | 1971年4月24日  | 国道20号                                                                 |                            |
| 東伊豆道路 （伊東区間）                       | 日本道路公団                  | 1956年7月1日   | 1972年4月1日   | 国道135号                                                                |                            |
| 敦賀道路                                      | 日本道路公団                  | 1962年7月8日   | 1972年12月27日 | 国道8号                                                                  |                            |
| 木曽川大橋 （名四道路）                       | 日本道路公団                  | 1963年2月16日  | 1972年12月27日 | 国道23号                                                                 |                            |
| 揖斐長良大橋 （名四道路）                     | 日本道路公団                  | 1963年2月16日  | 1972年12月27日 | 国道23号                                                                 |                            |
| 大垣羽島道路                                  | 日本道路公団                  | 1963年3月30日  | 1980年10月31日 | 岐阜県道18号大垣一宮線                                                   |                            |
| 東伊豆道路 （熱川・稲取・下田区間）           | 日本道路公団                  | 1954年12月1日  | 1982年4月1日   | 国道135号                                                                |                            |
| 南伊豆道路 （マーガレットライン）             | 日本道路公団                  | 1972年12月12日 | 1983年8月1日   | 国道136号                                                                |                            |
| 乙女道路                                      | 日本道路公団                  | 1964年10月28日 | 1984年12月21日 | 国道138号                                                                |                            |
| 遠笠山道路                                    | 日本道路公団                  | 1960年1月1日   | 1985年8月1日   | 静岡県道111号遠笠山富戸線                                                |                            |
| 愛岐道路                                      | 日本道路公団                  | 1957年8月3日   | 1987年8月3日   | 愛知県道15号名古屋多治見線 岐阜県道15号名古屋多治見線                    |                            |
| 東海大橋                                      | 日本道路公団                  | 1969年4月19日  | 1987年9月15日  | 愛知県道8号津島南濃線 岐阜県道8号津島南濃線                              |                            |
| 新富士川橋                                    | 日本道路公団                  | 1971年4月26日  | 1992年4月1日   | 国道1号                                                                  |                            |
| 富士宮道路                                    | 日本道路公団                  | 1965年9月28日  | 1995年9月28日  | 国道139号                                                                |                            |
| 藤枝バイパス                                  | 日本道路公団                  | 1981年4月4日   | 2005年3月30日  | 国道1号                                                                  |                            |
| 掛川バイパス                                  | 日本道路公団                  | 1981年3月24日  | 2005年3月30日  | 国道1号                                                                  |                            |
| 磐田バイパス                                  | 日本道路公団                  | 1981年3月24日  | 2005年3月30日  | 国道1号                                                                  |                            |
| 浜名バイパス                                  | 日本道路公団                  | 1978年3月24日  | 2005年3月30日  | 国道1号                                                                  |                            |
| 豊川橋                                        | 日本道路公団                  | 1983年2月17日  | 2005年9月30日  | 国道23号                                                                 |                            |
| 西富士道路                                    | 中日本高速道路                | 1982年4月2日   | 2012年4月1日   | 国道139号                                                                |                            |
| 奥只見シルバーライン                          | 新潟県企業局                  | 1971年8月      | 1977年4月1日   | 新潟県道50号小出奥只見線                                                 |                            |
| 弥彦山スカイライン                            | 新潟県企業局                  | 1970年4月      | 1981年4月1日   | 新潟県道561号弥彦岩室線                                                  |                            |
| 越後七浦有料道路 （越後七浦シーサイドライン） | 新潟県企業局                  | 1974年6月      | 1990年7月２1日 | 国道402号                                                                |                            |
| 婦中大橋                                      | 富山県道路公社                | 1987年8月3日   | 1995年5月1日   | 国道359号                                                                |                            |
| 能登島大橋有料道路                            | 石川県道路公社                | 1982年4月3日   | 1998年7月1日   | 石川県道47号七尾能登島公園線                                             |                            |
| 能登有料道路                                  | 石川県道路公社                | 1973年7月21日  | 2013年3月31日  | 石川県道60号金沢田鶴浜線 石川県道1号七尾輪島線                           |                            |
| 田鶴浜道路                                    | 石川県道路公社                | 1998年4月19日  | 2013年3月31日  | 国道470号                                                                |                            |
| 川北大橋有料道路                              | 石川県道路公社                | 1975年4月1日   | 2013年3月31日  | 石川県道22号金沢小松線                                                   |                            |
| 永平寺有料道路                                | 福井県道路公社                | 1974年10月1日  | 2004年10月1日  | 国道364号                                                                |                            |
| 越前海岸有料道路                              | 福井県道路公社                | 1971年4月1日   | 1991年4月1日   | 国道305号                                                                |                            |
| 久須夜ヶ岳有料道路 （エンゼルライン）         | 福井県道路公社                | 1972年7月1日   | 2002年7月1日   | 福井県道107号泊小浜停車場線                                              |                            |
| 河野海岸有料道路 （越前・河野しおかぜライン） | 福井県道路公社                | 1978年9月30日  | 2008年9月30日  | 福井県道204号大谷杉津線 国道305号                                        |                            |
| 法恩寺山有料道路                              | 福井県道路公社                | 1992年10月1日  | 2022年10月1日  | 勝山市道5-47号線                                                         |                            |
| 三方五湖レインボーライン                      | 福井県道路公社                | 1968年5月20日  | 2022年10月1日  | 福井県道273号三方五湖レインボーライン線                                  |                            |
| 甲府精進湖有料道路                            | 山梨県企業局 山梨県道路公社   | 1973年4月1日   | 1994年11月20日 | 国道358号                                                                |                            |
| 御坂トンネル                                  | 山梨県企業局 山梨県道路公社   | 1967年         | 1994年11月20日 | 国道137号                                                                |                            |
| 愛宕トンネル有料道路                          | 山梨県企業局 山梨県道路公社   | 1977年4月1日   | 1996年3月20日  | 山梨県道6号甲府敷島韮崎線                                                |                            |
| 御岳昇仙峡有料道路 （昇仙峡グリーンライン）   | 山梨県企業局 山梨県道路公社   | 1972年4月1日   | 1997年3月31日  | 山梨県道7号甲府昇仙峡線                                                  |                            |
| 八ヶ岳横断有料道路 （八ヶ岳公園道路）         | 山梨県企業局 山梨県道路公社   | 1976年10月9日  | 2001年10月9日  | 山梨県道11号北杜富士見線                                                 |                            |
| 河口湖大橋有料道路                            | 山梨県企業局 山梨県道路公社   | 1971年4月19日  | 2005年6月7日   | 山梨県道707号富士河口湖富士線                                            |                            |
| 清里高原有料道路                              | 山梨県企業局 山梨県道路公社   | 1998年6月22日  | 2005年6月7日   | 山梨県道28号北杜八ヶ岳公園線                                             |                            |
| 阿島有料橋                                    | 長野県企業局 長野県道路公社   | 1966年7月1日   | 1979年4月1日   | 長野県道251号上飯田線                                                    |                            |
| 蓼科有料道路 （ビーナスライン）               | 長野県企業局 長野県道路公社   | 1967年7月25日  | 1986年4月1日   | 長野県道192号茅野停車場八子ヶ峰公園線                                    |                            |
| 菅平有料道路                                  | 長野県企業局 長野県道路公社   | 1970年8月22日  | 1989年4月1日   | 長野県道4号真田東部線                                                    |                            |
| 大町有料道路 （大町アルペンライン）           | 長野県企業局 長野県道路公社   | 1965年10月9日  | 1990年10月9日  | 長野県道45号扇沢大町線                                                   |                            |
| 戸隠有料道路 （戸隠バードライン）             | 長野県企業局 長野県道路公社   | 1964年9月16日  | 1997年4月1日   | 長野市道大座法師池西高線 長野市道芋井105号線 長野県道506号戸隠高原浅川線 |                            |
| 霧ヶ峰有料道路霧ヶ峰線 （ビーナスライン）     | 長野県企業局 長野県道路公社   | 1968年7月21日  | 2002年2月22日  | 長野県道40号諏訪白樺湖小諸線                                             |                            |
| 霧ヶ峰有料道路八島線 （ビーナスライン）       | 長野県企業局 長野県道路公社   | 1970年11月6日  | 2002年2月22日  | 長野県道40号諏訪白樺湖小諸線                                             |                            |
| 霧ヶ峰有料道路美ヶ原線 （ビーナスライン）     | 長野県企業局 長野県道路公社   | 1981年4月1日   | 2002年4月20日  | 長野県道460号美ヶ原公園東餅屋線                                          |                            |
| 茅野有料道路                                  | 長野県企業局 長野県道路公社   | 1984年3月30日  | 2002年4月1日   | 国道152号 国道299号                                                      |                            |
| 平井寺トンネル有料道路                        | 長野県企業局 長野県道路公社   | 1988年8月25日  | 2018年8月25日  | 長野県道65号上田丸子線                                                   |                            |
| 三才山トンネル有料道路                        | 長野県企業局 長野県道路公社   | 1976年10月31日 | 2020年9月1日   | 国道254号                                                                |                            |
| 松本トンネル有料道路                          | 長野県企業局 長野県道路公社   | 1994年12月15日 | 2020年9月1日   | 国道254号                                                                |                            |
| 新和田トンネル有料道路                        | 長野県企業局 長野県道路公社   | 1978年10月4日  | 2022年4月1日   | 国道142号                                                                |                            |
| 白馬長野有料道路                              | 長野県企業局 長野県道路公社   | 1995年2月16日  | 2025年2月16日  | 長野県道31号長野大町線                                                   |                            |
| 志賀中野有料道路                              | 長野県企業局 長野県道路公社   | 1995年3月16日  | 2025年3月16日  | 長野県道29号中野豊野線                                                   |                            |
| 林道美ヶ原線 （美ヶ原スカイライン）           | 松本森林組合                  |                | 2002年4月20日  |                                                                          |                            |
| よもぎこば林道                                | 松本森林組合                  |                | 2002年4月20日  |                                                                          |                            |
| 乗鞍スカイライン                              | 岐阜県道路公社                | 1973年7月1日   | 2002年10月31日 | 岐阜県道5号乗鞍公園線                                                    |                            |
| 中津川有料道路                                | 岐阜県道路公社                | 1984年4月1日   | 2009年10月10日 | 国道257号                                                                |                            |
| 飛騨美濃道路                                  | 岐阜県道路公社                | 1980年4月1日   | 2010年4月1日   | 国道472号                                                                |                            |
| 島大橋有料道路                                | 岐阜県道路公社                | 1990年12月3日  | 2012年4月1日   | 岐阜県道53号岐阜関ケ原線                                                 |                            |
| 長良川リバーサイド有料道路                    | 岐阜県道路公社                | 1987年4月1日   | 2012年4月1日   | 岐阜県道287号上白金真砂線                                                |                            |
| 長良川右岸有料道路                            | 岐阜県道路公社                | 2001年4月1日   | 2012年4月1日   | 岐阜県道94号岐阜美濃線                                                   |                            |
| 宇佐美大仁有料道路                            | 静岡県道路公社                | 1962年9月30日  | 1983年8月1日   | 静岡県道19号伊東大仁線                                                   |                            |
| 表富士周遊道路 （富士山スカイライン）         | 静岡県道路公社                | 1970年7月1日   | 1994年7月1日   | 静岡県道23号御殿場富士公園線                                             |                            |
| 熱函道路                                      | 静岡県道路公社                | 1973年4月1日   | 1997年12月1日  | 静岡県道11号熱海函南線                                                   |                            |
| 新天城トンネル                                | 静岡県道路公社                | 1970年         | 2000年3月18日  | 国道414号                                                                |                            |
| 浜名湖大橋                                    | 静岡県道路公社                | 1973年4月      | 2003年4月1日   | 静岡県道323号舘山寺弁天島線                                              |                            |
| 西伊豆バイパス （船原トンネル）               | 静岡県道路公社                | 1980年9月27日  | 2004年7月1日   | 国道136号                                                                |                            |
| 西伊豆スカイライン                            | 静岡県道路公社                | 1969年8月30日  | 2004年7月30日  | 静岡県道127号船原西浦高原線                                              |                            |
| 日本平パークウェイ                            | 静岡県道路公社                | 1964年         | 2004年4月1日   | 静岡市道池田日本平線                                                     |                            |
| 浜名湖レイクサイドウェイ                      | 静岡県道路公社                | 1968年4月      | 2007年4月1日   | 静岡県道310号瀬戸佐久米線                                                |                            |
| 村櫛舘山寺道路                                | 静岡県道路公社                | 1981年5月      | 2007年5月2日   | 静岡県道323号舘山寺弁天島線                                              |                            |
| 中伊豆バイパス                                | 静岡県道路公社                | 1978年7月1日   | 2008年7月1日   | 静岡県道12号伊東修善寺線                                                 |                            |
| 遠州大橋                                      | 静岡県道路公社                | 1989年9月17日  | 2019年9月28日  | 国道150号                                                                |                            |
| 多米峠有料道路                                | 静岡県道路公社 愛知県道路公社 | 1966年6月      | 1987年7月1日   | 愛知県道4号豊橋大知波線 静岡県道4号豊橋大知波線                          |                            |
| 本坂トンネル                                  | 静岡県道路公社 愛知県道路公社 | 1978年4月1日   | 2008年3月31日  | 国道362号                                                                |                            |
| 清水日本平パークウェイ                        | 清水市振興公社                | 1972年         | 2003年4月1日   | 静岡市道清水日本平線                                                     |                            |
| 熱海新道                                      | 小松地所                      | 1966年7月30日  | 1997年4月1日   | （熱海市道）                                                             |                            |
| 富士見パークウェイ                            | 日本通運                      | 1966年         | 2003年4月1日   | 伊豆の国市道                                                             |                            |
| 知多半島横断道路                              | 愛知県道路公社                | 1981年         | 2005年1月30日  | 愛知県道265号碧南半田常滑線                                              |                            |
| 鳳来寺山パークウェイ                          | 愛知県道路公社                | 1971年         | 2005年7月1日   | 愛知県道524号門谷豊岡線                                                  |                            |
| 本宮山スカイライン                            | 愛知県道路公社                | 1973年         | 2006年2月1日   | 愛知県道526号本宮山作手保永線 愛知県道527号本宮山作手白鳥線              |                            |
| 三河湾スカイライン                            | 愛知県道路公社                | 1973年11月9日  | 2006年2月1日   | 愛知県道525号蒲郡環状線                                                  |                            |
| 茶臼山高原道路                                | 愛知県道路公社                | 1981年4月      | 2008年4月13日  | 愛知県道507号茶臼山高原設楽線                                            |                            |
| 尾張パークウェイ                              | 愛知県道路公社                | 1986年3月27日  | 2008年6月20日  | 愛知県道461号犬山自然公園線                                              |                            |
| 音羽蒲郡有料道路                              | 愛知県道路公社                | 1986年         | 2012年12月1日  | 愛知県道73号長沢蒲郡線                                                   |                            |
| 小坂井バイパス                                | 愛知県道路公社                | 1986年         | 2016年3月6日   | 国道247号                                                                |                            |
| 小牧東インター有料道路                        | 愛知県道路公社                | 1986年3月27日  | 2016年3月27日  | 愛知県道49号春日井犬山線                                                 |                            |
| 林道夢の平線 （夢の平スカイライン）           |                               |                | 2002年4月      | 長野県道40号諏訪白樺湖小諸線 立科町道                                    |                            |
| 妙義荒船林道                                  |                               | 1973年10月     | 2010年4月1日   |                                                                          |                            |
| 林道高峰線 （チェリーパークライン）           |                               |                |                | 長野県道131号峰の茶屋小諸線                                              |                            |
| 野馬取湯の平林道                              |                               |                |                |                                                                          |                            |
| 奥志賀林道                                    |                               |                |                | 長野県道502号奥志賀公園栄線                                              |                            |
| 鹿曲川林道                                    |                               |                |                |                                                                          | 2009年以降通行止め・廃道化 |
| 聖高原有料道路                                |                               |                |                | 長野県道501号聖高原瀬口線                                                |                            |
| 林道黒石線                                    |                               |                | 1997年4月1日   | 長野県道256号御岳王滝黒沢線 王滝村道                                     |                            |
| 林道浅間山荘線                                |                               |                |                |                                                                          |                            |

## 近畿地方
| 道路名                                                       | 旧管理者                  | 開業日                                         | 無料開放日     | 現在の路線名                                                             | 備考 |
| ------------------------------------------------------------ | ------------------------- | ---------------------------------------------- | -------------- | ------------------------------------------------------------------------ | --- |
| 参宮道路                                                     | 日本道路公団              | 1953年12月1日                                  | 1967年3月11日  | 三重県道37号鳥羽松阪線                                                   | |
| 鳥飼大橋                                                     | 日本道路公団              | 1954年11月1日                                  | 1964年3月16日  | 大阪府道2号大阪中央環状線                                                | |
| 安治川大橋                                                   | 日本道路公団              | 1963年4月26日                                  | 1969年12月10日 | 国道43号                                                                 | |
| 東山道路 （東山ドライブウェイ）                              | 日本道路公団              | 1959年5月1日                                   | 1979年5月1日   | 京都市道将軍塚線 京都市道渋谷蹴上線                                      | |
| 阪奈道路                                                     | 日本道路公団              | 1958年12月25日                                 | 1981年12月25日 | 大阪府道8号大阪生駒線 奈良県道8号大阪生駒線 奈良県道1号奈良生駒線        | |
| 高野山道路                                                   | 日本道路公団              | 1959年6月17日                                  | 1987年4月1日   | 国道370号 国道480号                                                      | |
| 姫路バイパス                                                 | 日本道路公団              | 1975年12月11日                                 | 2000年12月11日 | 国道2号                                                                  | |
| 太子竜野バイパス                                             | 日本道路公団              | 1985年12月3日                                  | 2000年12月11日 | 国道2号                                                                  | |
| 湖西道路                                                     | 日本道路公団              | 1986年6月25日                                  | 2005年8月1日   | 国道161号                                                                | |
| 白浜有料道路 （白浜道路）                                    | 日本道路公団              | 1963年12月28日                                 | 1993年4月1日   | 和歌山県道33号南紀白浜空港線                                             | 1981年に和歌山県に引き継がれた。                                                                             |
| 北伊勢道路                                                   | 三重県企業庁              | 1965年                                         | 1973年4月1日   | 三重県道桑名北勢線                                                       | |
| 長島道路                                                     | 三重県企業庁              | 1966年11月11日                                 | 1973年10月10日 | 三重県道7号水郷公園線                                                    | |
| 青山高原有料道路                                             | 三重県道路公社            | 1975年6月1日                                   | 1984年4月1日   | 三重県道512号青山高原公園線                                              | |
| 伊勢道路                                                     | 三重県道路公社            | 1965年8月14日                                  | 1985年8月14日  | 三重県道32号伊勢磯部線                                                   | |
| 富田山城有料道路                                             | 三重県道路公社            | 1980年4月                                      | 1996年7月20日  | 三重県道64号上海老茂福線                                                 | |
| 鈴鹿公園有料道路 （鈴鹿スカイライン）                        | 三重県道路公社            | 1972年11月                                     | 1997年11月12日 | 国道477号                                                                | |
| パールロード（一期区間）                                     | 三重県道路公社            | 1973年4月1日                                   | 2003年4月1日   | 三重県道128号鳥羽阿児線                                                  | |
| パールロード（二期区間）                                     | 三重県道路公社            | 1976年7月1日                                   | 2006年7月1日   | 三重県道128号鳥羽阿児線                                                  | |
| 伊勢二見鳥羽有料道路                                         | 三重県道路公社            | 1994年4月17日                                  | 2017年3月11日  | 三重県道37号鳥羽松阪線 国道42号                                          | |
| 奥琵琶湖パークウェイ                                         | 滋賀県道路公社            | 1971年9月29日                                  | 1989年4月1日   | 滋賀県道512号葛籠尾崎塩津線 滋賀県道513号葛籠尾崎大浦線                  | |
| 途中トンネル有料道路                                         | 滋賀県道路公社            | 1988年4月5日                                   | 2010年10月1日  | 国道367号                                                                | |
| 日野水口有料道路                                             | 滋賀県道路公社            | 1980年10月5日                                  | 2010年10月5日  | 国道307号                                                                | |
| 近江大橋有料道路                                             | 滋賀県道路公社            | 1974年9月26日                                  | 2013年12月26日 | 滋賀県道18号大津草津線 滋賀県道42号草津守山線                            | |
| 阪神高速8号京都線 （山科出入口-鴨川東IC） （稲荷山トンネル） | 阪神高速道路              | 2008年6月1日                                   | 2019年4月1日   | 京都府道118号勧修寺今熊野線                                              | [ 注釈 11 ]                                                                                                  |
| 淀川新橋有料道路 （菅原城北大橋）                            | 大阪市建設局              | 1989年6月                                      | 2014年6月10日  | 大阪市道上新庄生野線                                                     | |
| 大阪港咲洲トンネル                                           | 大阪市港湾局              | 1997年10月17日                                 | 2014年10月1日  | 臨港道路                                                                 | 無料開放後も港湾管理者たる大阪市（担当は現・大阪港湾局）が管理。維持修繕等の事実行為は指定管理者が管理代行。 |
| 尻無川新橋有料道路(なみはや大橋)                             | 大阪市道路公社            | 1995年2月                                      | 2014年4月1日   | 大阪府道5号大阪港八尾線                                                  | |
| 但馬海岸有料道路                                             | 兵庫県道路公社            | 1965年7月1日                                   | 1995年7月1日   | 兵庫県道11号香美久美浜線                                                 | |
| 第二但馬海岸有料道路                                         | 兵庫県道路公社            | 1972年12月1日                                  | 1995年7月1日   | 兵庫県道11号香美久美浜線                                                 | |
| 南淡路有料道路 （南淡路うずしおライン）                      | 兵庫県道路公社            | 1969年4月1日                                   | 1987年10月8日  | 兵庫県道25号南淡西淡線 兵庫県道237号鳴門観潮線 兵庫県道477号阿那賀三原線 | |
| 西宮北道路                                                   | 兵庫県道路公社            | 1991年3月25日                                  | 2018年4月1日   | 兵庫県道82号大沢西宮線                                                   | |
| 表六甲ドライブウェイ                                         | 神戸市道路公社            | 1929年12月                                     | 2002年6月1日   | 神戸市道神戸六甲線                                                       | |
| 裏六甲ドライブウェイ                                         | 神戸市道路公社            | 1928年8月15日                                  | 2002年6月1日   | 神戸市道有野六甲線                                                       | |
| 西神戸有料道路                                               | 神戸市道路公社            | 1969年                                         | 2008年10月1日  | 神戸市道夢野白川線                                                       | |
| 奥再度有料道路                                               | 神戸市建設局道路部        | 1935年                                         | 1974年11月1日  | 神戸市道神戸箕谷線                                                       | |
| 摩耶大橋                                                     | 神戸市港湾局              | 1966年                                         | 2024年4月1日   | 臨港道路                                                                 | |
| 明日香有料道路                                               | 奈良県                    | 1966年4月1日                                   | 1973年4月1日   | 奈良県道155号多武峰見瀬線                                                | |
| 大台ヶ原ドライブウェイ                                       | 奈良県                    | 1961年                                         | 1981年4月1日   | 奈良県道大台ヶ原伯母峯線                                                 | |
| 潮岬道路                                                     | 和歌山県                  | 1969年3月1日（東回り） 1972年4月28日（西回り） | 1985年7月1日   | 和歌山県道41号潮岬周遊線                                                 | |
| 南白浜有料道路                                               | 和歌山県 和歌山県道路公社 | 1968年1月25日                                  | 1985年7月1日   | 和歌山県道白浜紀伊富田停車場線                                           | |
| 高野龍神スカイライン                                         | 和歌山県 和歌山県道路公社 | 1980年7月21日                                  | 2003年10月1日  | 国道371号                                                                | |
| 紀の川河口大橋                                               | 和歌山県 和歌山県道路公社 | 1992年1月31日                                  | 2010年8月1日   | 和歌山県道148号和歌山港北島線                                            | |
| 白浜スカイライン                                             | 白浜観光自動車道          | 1967年5月1日                                   | 1994年4月1日   | 白浜町道                                                                 | |

## 中国・四国地方
| 道路名                                                         | 旧管理者                          | 開業日         | 無料開放日     | 現在の路線名                                               | 備考         |
| -------------------------------------------------------------- | --------------------------------- | -------------- | -------------- | ---------------------------------------------------------- | ------------ |
| 幕之内トンネル                                                 | 日本道路公団                      | 1954年12月1日  | 1969年4月1日   | 国道186号 （現・国道191号区間）                            |              |
| 長府道路 （長府トンネル）                                      | 日本道路公団                      | 1958年3月10日  | 1971年7月24日  | 国道2号                                                    |              |
| 松江道路                                                       | 日本道路公団                      | 1958年7月2日   | 1972年4月1日   | 国道9号                                                    |              |
| 音戸大橋                                                       | 日本道路公団                      | 1961年12月3日  | 1974年8月1日   | 国道487号                                                  |              |
| 大山道路                                                       | 日本道路公団                      | 1963年12月8日  | 1981年10月1日  | 鳥取県道24号米子大山線                                     |              |
| 頓原道路                                                       | 日本道路公団                      | 1964年10月25日 | 1981年12月1日  | 国道54号                                                   |              |
| 秋吉台道路                                                     | 日本道路公団                      | 1970年10月5日  | 1990年7月1日   | 山口県道242号秋吉台公園線                                  |              |
| 境水道大橋                                                     | 日本道路公団                      | 1972年7月22日  | 2002年7月21日  | 国道431号                                                  |              |
| 東伊予道路                                                     | 日本道路公団                      | 1960年10月7日  | 1975年1月22日  | 国道196号                                                  |              |
| 寒霞渓道路 （小豆島ブルーライン）                              | 日本道路公団                      | 1970年10月14日 | 1981年5月1日   | 香川県道29号寒霞渓公園線                                   |              |
| 三朝高原道路                                                   | 鳥取県                            |                | 1979年4月1日   | 鳥取県道273号三朝温泉木地山線                              |              |
| 大山環状道路                                                   | 鳥取県                            |                | 1982年4月1日   | 鳥取県道158号大山口停車場大山線 鳥取県道45号倉吉江府溝口線 |              |
| 宍道湖大橋                                                     | 島根県                            | 1972年7月      | 1981年7月1日   | 島根県道37号松江鹿島美保関線                               |              |
| 三瓶山東口道路                                                 | 島根県                            |                | 1982年5月1日   | 島根県道40号川本波多線                                     |              |
| 日御碕道路                                                     | 島根県                            |                | 1982年9月1日   | 島根県道29号大社日御碕線                                   |              |
| 枕木山有料道路                                                 | 島根県                            | 1971年4月      | 1983年4月1日   | 島根県道252号枕木山線                                      |              |
| 三瓶山アイリスライン                                           | 島根県観光開発公社                |                | 1987年3月31日  | 大田市道三瓶山高原道路                                     |              |
| 美保関灯台道路                                                 | 島根県観光開発公社                |                | 2000年7月1日   | 島根県道2号境美保関線                                      |              |
| 一畑自動車道                                                   | 一畑寺 一畑電気鉄道               | 1962年4月      | 1979年9月24日  | 島根県道23号斐川一畑大社線                                 |              |
| 児島湾締切堤防                                                 | 農林水産省 児島湖交通産業株式会社 | 1961年10月18日 | 1974年10月1日  | 岡山市道                                                   |              |
| 貝殻山スカイライン                                             |                                   | 1974年         | 1980年7月1日   | 岡山県道463号長谷小串線                                    |              |
| 古城池道路                                                     | 岡山県企業局 岡山県道路公社       |                | 1977年1月1日   | 倉敷市道駅前古城池霞橋線                                   |              |
| 蒜山大山有料道路 （蒜山大山スカイライン）                      | 岡山県企業局 岡山県道路公社       | 1970年7月1日   | 1993年7月1日   | 鳥取県道114号大山上福田線 岡山県道114号大山上福田線        |              |
| 鷲羽山有料道路 （鷲羽山スカイライン）                          | 岡山県企業局 岡山県道路公社       | 1970年4月1日   | 1995年4月1日   | 岡山県道393号鷲羽山公園線                                  |              |
| 岡山ブルーライン                                               | 岡山県企業局 岡山県道路公社       | 1977年7月      | 2004年4月1日   | 岡山県道397号寒河本庄岡山線                                |              |
| 水島玉島産業有料道路 （水玉ブリッジライン）                    | 岡山県企業局 岡山県道路公社       | 1977年7月21日  | 2006年4月1日   | 岡山県道398号水島港唐船線                                  |              |
| 岡南大橋有料道路                                               | 岡山県企業局 岡山県道路公社       | 1992年9月30日  | 2006年4月1日   | 岡山県道45号岡山玉野線                                     |              |
| 後山道路 （福山グリーンライン）                                | 広島県                            | 1974年4月1日   | 1980年4月1日   | 広島県道251号後山公園洗谷線                                |              |
| さざなみスカイライン （野呂山スカイライン） （野呂山有料道路） | 広島県                            | 1968年7月1日   | 1983年4月1日   | 広島県道248号野呂山公園線                                  |              |
| 草津沼田道路                                                   | 広島市                            | 1985年3月20日  | 2010年3月20日  | 広島市道草津沼田線                                         |              |
| 尾道大橋有料道路                                               | 広島県道路公社                    | 1968年3月4日   | 2013年4月1日   | 国道317号                                                  |              |
| 広島熊野道路                                                   | 広島県道路公社                    | 1990年12月6日  | 2020年12月6日  | 広島県道34号矢野安浦線                                     |              |
| 欽明路有料道路                                                 | 山口県道路公社                    | 1972年4月1日   | 1987年7月1日   | 山口県道15号岩国玖珂線                                     |              |
| 大島大橋有料道路                                               | 山口県道路公社                    | 1976年7月4日   | 1996年6月1日   | 国道437号                                                  |              |
| 彦島有料道路                                                   | 山口県道路公社                    | 1975年9月30日  | 2005年9月30日  | 山口県道252号福浦港金比羅線                                |              |
| 萩道路                                                         | 山口県道路公社                    | 1992年3月27日  | 2010年3月20日  | 山口県道32号萩秋芳線                                       |              |
| 山口宇部有料道路                                               | 山口県道路公社                    | 1975年2月27日  | 2012年3月28日  | 山口県道6号山口宇部線                                      |              |
| 下関市火の山パークウェイ                                       | 下関市                            | 1972年11月     | 2006年4月1日   |                                                            | 下関市が取得 |
| 曼陀トンネル                                                   | 香川県道路公社                    | 1963年12月6日  | 1975年3月31日  | 香川県道8号観音寺佐野線 徳島県道8号観音寺佐野線            |              |
| 五色台スカイライン                                             | 香川県道路公社                    | 1964年9月27日  | 1999年4月1日   | 香川県道281号五色台線                                      |              |
| 高松坂出有料道路                                               | 香川県道路公社                    | 1981年3月      | 2011年3月27日  | 香川県道161号高松坂出線                                    |              |
| 屋島ドライブウェイ                                             | 屋島ドライブウェイ                | 1961年         | 2017年7月21日  | 高松市道屋島東町38号線                                     |              |
| 小鳴門橋                                                       | 徳島県                            | 1961年7月31日  | 1977年3月27日  | 徳島県道11号鳴門公園線                                     |              |
| 南阿波サンライン                                               | 徳島県                            |                | 1988年3月1日   | 徳島県道147号日和佐牟岐線                                  |              |
| 鳴門スカイライン                                               | 徳島県                            |                | 1996年8月1日   | 徳島県道183号亀浦港櫛木線                                  |              |
| 末広有料道路                                                   | 徳島県                            | 1976年8月1日   | 1997年4月1日   | 徳島県道29号徳島環状線                                     |              |
| 祖谷渓道路                                                     | 徳島県                            |                | 1998年8月1日   | 徳島県道45号西祖谷山山城線                                 |              |
| 眉山パークウェイ                                               | 徳島県                            | 1970年         | 1999年6月1日   |                                                            |              |
| 津峯スカイライン                                               | 津峯観光                          | 1967年8月1日   | 2025年4月1日   |                                                            |              |
| 石鎚スカイライン                                               | 愛媛県                            | 1970年         | 1995年9月1日   | 愛媛県道12号西条久万線                                     |              |
| 東予有料道路                                                   | 愛媛県道路公社                    | 1978年5月1日   | 2006年3月31日  | 愛媛県道13号壬生川新居浜野田線                             |              |
| 西海有料道路                                                   | 愛媛県道路公社                    | 1976年3月31日  | 2006年3月31日  | 愛媛県道320号船越平城線 →愛媛県道34号平城高茂岬線          |              |
| 室戸岬有料道路 （室戸スカイライン）                            | 高知県企業局 高知県道路公社       | 1970年3月28日  | 1981年4月1日   | 高知県道203号室戸公園線                                    |              |
| 足摺岬有料道路 （足摺スカイライン・椿の道）                    | 高知県企業局 高知県道路公社       | 1970年3月30日  | 1995年4月1日   | 高知県道348号足摺公園線                                    |              |
| 宇佐大橋有料道路 （横浪黒潮ライン・横浪道路）                  | 高知県企業局 高知県道路公社       |                | 1998年12月10日 | 高知県道47号横浪公園線                                     |              |
| 仁淀川河口大橋                                                 | 高知県企業局 高知県道路公社       |                | 2001年4月1日   | 高知県道23号須崎仁ノ線                                     |              |
| 浦戸大橋                                                       | 高知県企業局 高知県道路公社       | 1972年7月12日  | 2002年7月12日  | 高知県道14号春野赤岡線                                     |              |
| 高知桂浜道路                                                   | 高知県企業局 高知県道路公社       | 1995年4月      | 2014年3月31日  | 高知県道36号高知南環状線                                   |              |
| 龍河洞スカイライン                                             | 龍河洞スカイライン                |                | 1997年4月1日   | 高知県道385号香北野市線                                    |              |
| 桂浜有料道路                                                   | 高知県交通                        | 1957年9月20日  | 1970年12月25日 | 高知県道14号春野赤岡線 高知県道35号桂浜宝永線（重複）      |              |
| 瓶ヶ森林道                                                     |                                   |                |                | いの町道瓶ヶ森線 （UFOライン）                             |              |

## 九州地方
| 道路名                                | 旧管理者                      | 開業日         | 無料開放日     | 現在の路線名                                                                        | 備考 |
| ------------------------------------- | ----------------------------- | -------------- | -------------- | ----------------------------------------------------------------------------------- | ---- |
| 大川橋                                | 日本道路公団                  | 1955年10月1日  | 1966年8月20日  | 国道208号                                                                           |      |
| 住之江橋                              | 日本道路公団                  | 1955年4月1日   | 1968年4月1日   | 国道444号                                                                           |      |
| 西海橋                                | 日本道路公団                  | 1955年12月1日  | 1970年3月1日   | 国道202号                                                                           |      |
| 雲仙道路                              | 日本道路公団                  | 1957年6月5日   | 1973年4月1日   | 国道57号                                                                            |      |
| 島原道路                              | 日本道路公団                  | 1960年8月31日  | 1973年4月1日   | 国道57号                                                                            |      |
| 中の谷トンネル                        | 日本道路公団                  | 1963年10月4日  | 1973年4月1日   | 国道10号                                                                            |      |
| 天草五橋                              | 日本道路公団                  | 1966年9月24日  | 1975年8月10日  | 国道266号 国道324号                                                                 |      |
| 霧島道路                              | 日本道路公団                  | 1957年11月21日 | 1985年12月1日  | 宮崎県道・鹿児島県道1号小林えびの高原牧園線 鹿児島県道・宮崎県道104号霧島公園小林線 |      |
| 黒之瀬戸大橋                          | 日本道路公団                  | 1974年4月9日   | 1990年9月21日  | 国道389号                                                                           |      |
| 別府阿蘇道路 （やまなみハイウェイ）   | 日本道路公団                  | 1964年6月25日  | 1994年6月25日  | 大分県道・熊本県道11号別府一の宮線                                                  |      |
| 鳥栖筑紫野有料道路 （かささぎロード） | 福岡県道路公社 佐賀県道路公社 | 1972年5月21日  | 2007年5月9日   | 福岡県道・佐賀県道17号久留米基山筑紫野線                                            |      |
| 二丈浜玉道路 （かもめロード）         | 福岡県道路公社 佐賀県道路公社 | 1983年4月1日   | 2013年4月1日   | 国道202号 E35 西九州自動車道当面活用区間                                            |      |
| 冷水道路 （うぐいすロード）           | 福岡県道路公社                | 1987年4月18日  | 2016年5月15日  | 国道200号                                                                           |      |
| 若戸大橋                              | 北九州市道路公社              | 1962年9月26日  | 2018年12月1日  | 国道199号                                                                           |      |
| 若戸トンネル                          | 北九州市道路公社              | 2012年9月15日  | 2018年12月1日  | 北九州市道安瀬戸畑1号線                                                             |      |
| 名護屋大橋                            | 佐賀県                        | 1967年3月18日  | 1982年4月1日   | 国道204号                                                                           |      |
| 国見有料道路 （あじさいロード）       | 佐賀県道路公社 長崎県道路公社 | 1977年11月     | 2007年11月30日 | 国道498号                                                                           |      |
| 仁田峠循環自動車道路                  | 長崎県                        | 1956年         | 2009年4月1日   | 雲仙市道小浜仁田峠循環線                                                            |      |
| 松浦バイパス有料道路                  | 長崎県道路公社                | 1989年4月4日   | 2006年4月1日   | 国道204号                                                                           |      |
| 平戸大橋有料道路                      | 長崎県道路公社                | 1977年4月4日   | 2010年4月1日   | 国道383号                                                                           |      |
| 生月大橋有料道路                      | 長崎県道路公社                | 1991年7月31日  | 2010年4月1日   | 長崎県道42号平戸生月線                                                              |      |
| 大島大橋有料道路                      | 長崎県道路公社                | 1999年11月11日 | 2011年4月1日   | 長崎県道52号大島太田和線                                                            |      |
| 矢上大橋有料道路                      | 長崎県道路公社                | 1985年11月     | 2012年4月1日   | 国道251号                                                                           |      |
| 臼杵坂ノ市有料道路                    | 大分県道路公社                | 1978年11月14日 | 2002年12月1日  | 大分県道205号臼杵坂ノ市線                                                           |      |
| 大分湯の平有料道路                    | 大分県道路公社                | 1981年3月30日  | 2002年12月1日  | 大分県道537号湯平温泉線                                                             |      |
| 大野川大橋有料道路                    | 大分県道路公社                | 1980年1月25日  | 2010年12月1日  | 大分県道22号大在大分港線                                                            |      |
| 米良有料道路                          | 大分県道路公社                | 1986年3月5日   | 2010年12月1日  | 大分県道56号中判田下郡線                                                            |      |
| E97 大分空港道路                      | 大分県道路公社                | 1991年11月25日 | 2010年12月1日  | 国道213号                                                                           |      |
| 菊池阿蘇道路 （菊池阿蘇スカイライン） | 熊本県企業局                  |                | 1998年11月20日 | 熊本県道45号阿蘇公園菊池線                                                          |      |
| 阿蘇登山有料道路                      | 熊本県企業局                  | 1957年10月6日  | 2000年4月8日   | 熊本県道111号阿蘇吉田線 熊本県道298号阿蘇公園下野線                                 |      |
| 天草下島横断有料道路                  | 熊本県企業局                  |                | 2002年5月1日   | 熊本県道24号本渡下田線                                                              |      |
| 仙酔峡道路                            | 一の宮町                      | 1964年8月19日  | 1995年5月17日  | 阿蘇市道小堀仙酔峡線                                                                |      |
| 九州産交湯の谷線                      | 九州産業交通                  |                | 1964年3月25日  |                                                                                     |      |
| 小倉ヶ浜有料道路                      | 宮崎県道路公社                | 1984年3月      | 2013年5月9日   | 宮崎県道15号日知屋財光寺線                                                          |      |
| 指宿道路 （指宿スカイライン）         | 鹿児島県道路公社              | 1977年4月1日   | 1988年3月27日  | 鹿児島県道17号指宿鹿児島インター線                                                  |      |
| 佐多岬ロードパーク                    | 岩崎観光                      | 1964年5月2日   | 2007年4月26日  | 南大隅町道佐多岬公園線                                                              |      |